# Buellia schaereri
Buellia schaereri är en lavart som beskrevs av De Not. Buellia schaereri ingår i släktet Buellia och familjen Physciaceae.  Arten är reproducerande i Sverige. Inga underarter finns listade i Catalogue of Life.